# Седунов, Юрий Степанович
Седунов Юрий Степанович (3 апреля 1935, Вологодская область — 4 мая 1994) — советский и российский учёный, доктор физико-математических наук, профессор, лауреат Государственной премии СССР, один из организаторов гидрометеорологической науки в СССР. 

## Биография и научная деятельность
В 1958 году завершил обучение в Московском инженерно-физическом институте (с 2009 года — Национальный исследовательский ядерный университет «МИФИ») и устроился младшим научным сотрудником в Обнинский филиал Института прикладной геофизики (позднее, в 1968 году, филиал преобразован в Институт экспериментальной метеорологии — ИЭМ, а в 1986 году ИЭМ объединился с рядом других госучреждений и образовал НПО «Тайфун»).
В 1963 году защитил диссертацию на степень кандидата физико-математических наук, а в 1967 году — доктора физико-математических наук.
В (?) году становится заместителем директора по научной работе, а с 11 сентября 1973 года по март 1975 года директором ИЭМ.
Годы своей работы в ИЭМ Седунов посвятил исследованиям, связанным с распространением интенсивного лазерного излучения через облачную среду, переносом примесей в атмосфере, микрофизическими процессами в облаках и активными воздействиями на облачные процессы, а также развитием новых способов контроля состояния природы.
За исследования в области активных воздействий он удостоен звания лауреата Государственной премии СССР.
В 1975 году был переведён на работу в Главное управление Гидрометслужбы при СМ СССР (позже, с 1978 года — Государственный комитет СССР по гидрометеорологии и контролю природной среды) первым заместителем начальника (с 1978 года — первым заместителем председателя комитета). На этом посту занимался проблемами активных воздействий на метеорологические процессы, разработкой новых направлений, а также вопросами координации научных исследований и реализации программы технической модернизации гидрометеослужбы.

В рамках создаваемой Государственной системы наблюдений природной среды под руководством Ю. С. Седунова осуществлялась разработка новых технологий обработки информации, включающих модернизацию системы передачи и создание нового центра телекоммуникации.

Ю. С. Седунов принимал активное участие в проблеме оценки и прогноза загрязнения природной среды вследствие аварии на Чернобыльской АЭС, разрабатывая научные основы методов компьютеризации данных, моделей сложных процессов, протекающих в объектах окружающей среды после аварии.

В 1992 году был назначен Генеральным директором научно-производственного объединения «Планета». Возглавляя эту организацию, внёс значительный вклад в создание, развитие и эксплуатацию российских космических Систем дистанционного зондирования Земли и атмосферы. Под его руководством разработана концепция создания новой группировки космических аппаратов гидрометеорологического природоресурсного и океанографического назначения, модернизации наземного комплекса приёма, обработки и распространения спутниковой информации.
Любящий отец - дочь Седунова Любовь Юрьевна, замечательный  дед внуки Вольский Михаил, Седунов Андрей,Вольская Анна,Вольская Мария. Правнуки Седунов Даниил Андреевич  2013 года рождения и Седунов Александр Андреевич 2011 года рождения .
Умер Юрий Степанович 04 мая 1994 года от второго сердечного приступа по возвращении с переговоров из США.

## Публикации
- «Физика образования жидкокапельной фазы атмосферы». 1972 год[3].
- «Физика аэродисперсных систем». 1973 год[4].
- «Процессы коагуляции в дисперсных системах» (в соавторстве с В. М. Волощуком). 1975 год[5].
- «Человек и стратосферный озон» (в соавторстве с Э. Л. Александровым). 1979 год[6].
- «Распространение интенсивного лазерного излучения в облаках» (в соавторстве с коллегами). 1982 год[7].
- «Атмосферный озон и изменения глобального климата» (в соавторстве с коллегами). 1982 год[8][9].
- «Активные воздействия на атмосферные процессы» (под научной редакцией Ю. С. Седунова). 1988 год[10].
- «Математическое моделирование атмосферной конвекции и искусственных воздействий на конвективные облака» (Под редакцией Ю. С. Седунова, Р. С. Пастушкова). 1988 год[11].
- «Современные тенденции развития гидрометеорологических служб и методов гидрометеорологического обеспечения экономики за рубежом» (в соавторстве с коллегами). 1988 год[12].
- «Активные воздействия на гидрометеорологические процессы» (под редакцией Ю. С. Седунова). 1990 год[13].
- «Атмосфера Справочник (Справ. данные, модели)» (в соавторстве с коллегами). 1991 год[14].

А так же другие научные работы, учебные и справочные пособия, посвященные различным вопросам физики атмосферы, всего около 200.

## Педагогическая работа
Под его научным руководством подготовлено и успешно защищено 12 кандидатских диссертаций. Некоторые из его учеников стали крупными учеными и специалистами в гидрометеорологии.
За подготовку научных кадров в 1975 году ему было присвоено звание профессора.

## Научно-общественная и международная деятельность
Председатель Межведомственного научно-технического совета по проблеме «Активные воздействия на гидрометеорологические процессы» (? — ? годы).

В 1987—1994 годах главный редактор научно-технического журнала «Метеорология и гидрология».

Член консультативной рабочей группы ВМО по проблемам модификации погоды, член консультативной группы Комиссии атмосферных наук ВМО, принимал активное участие во многих заседаниях и рабочих совещаниях комиссий и комитетов ВМО, в организации международного проекта по увеличению осадков в Испании, участвовал в подготовке Конвенции о запрещении военного или любого иного враждебного использования средств воздействия на природную среду и Венской конвенции об охране озонового слоя атмосферы.